# レントラ便
レントラ便は東京都品川区に本社を置く株式会社ハーツが運営する、時間制のドライバー付きレンタルトラックサービス。
レンタカーと異なり利用者が運転する必要が無いため、運転免許を持たないもしくは大型自動車の運転免許を有さない場合でも利用ができる。

## 運送業とレンタカー事業との融合
通常、大きな荷物を運送する場合はトラックなどをレンタカーで借りる、もしくは運送業者への依頼が必要であるが、レントラ便はどちらにも当てはまらない新しい概念のサービスとも取り上げられている。